# Hoffa
Hoffa er en amerikansk biografisk krimidrama film fra 1992 instrueret af Danny DeVito.
Det meste af historien fortælles i flashbacks, før de ender med Hoffas mystiske forsvinden. Historien gør ikke krav på at være historisk korrekt, og er faktisk i høj grad fiktiv.

## Medvirkende
- Jack Nicholson – Jimmy Hoffa
- Danny DeVito – Bobby Ciaro
- John C. Reilly – Petey Connelly
- Kevin Anderson – Robert F. Kennedy
- John P. Ryan – "Red" Bennett
- Natalija Nogulich – Josephine "Jo" Hoffa
- Frank Whaley – Ung vognmand i spisestuen
- Paul Guilfoyle – Ted Harmon
- Karen Young – Ung kvinde
- Robert Prosky – Billy Flynn
- Nicholas Pryor – Hoffa's advokat